# The Detectives Starring Robert Taylor
The Detectives Starring Robert Taylor fue una serie policial, interpretada por Robert Taylor.

## Argumento
El detective capitán Matt Holbrook; Robert Taylor, jefe de detectives de una unidad policial de élite en una importante ciudad de los EE. UU.. El teniente Johnny Russo; Tige Andrews especialista en robos, el teniente Jim Conway; "Lee Farr"  de Homicidios. En la segunda temporada, Farr dejó la serie y fue reemplazado por Mark Goddard como el detective sargento. Chris Ballard. Adam West se unió al elenco durante la tercera temporada, como el sargento Steve Nelson.

## Protagonistas
- Robert Taylor: Capt. Matt Holbrook
- Tige Andrews:  Teniente John Russo
- Lee Farr:  James Conway
- Mark Goddard: Sargento Ballard
- Ursula Thiess: Lisa Bonay
- Russell Thorson: Teniente Otto Lindstrom
- Adam West: Sargento Steve Nelson